# Keersluis

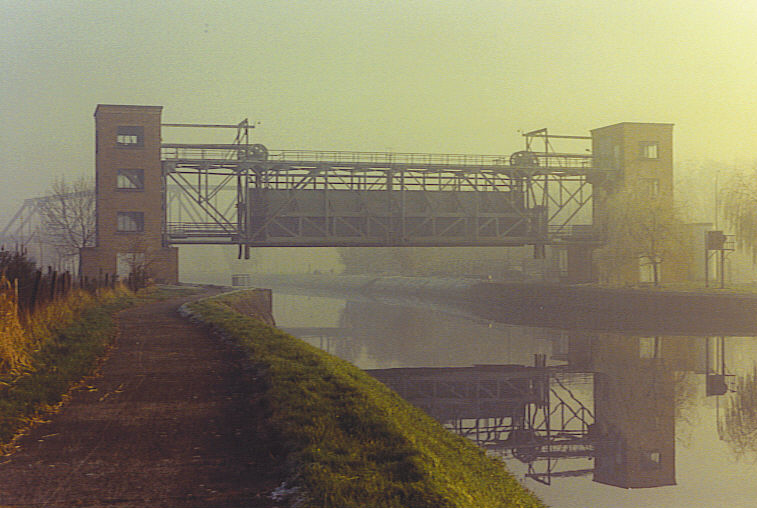
Keersluis te Blaton

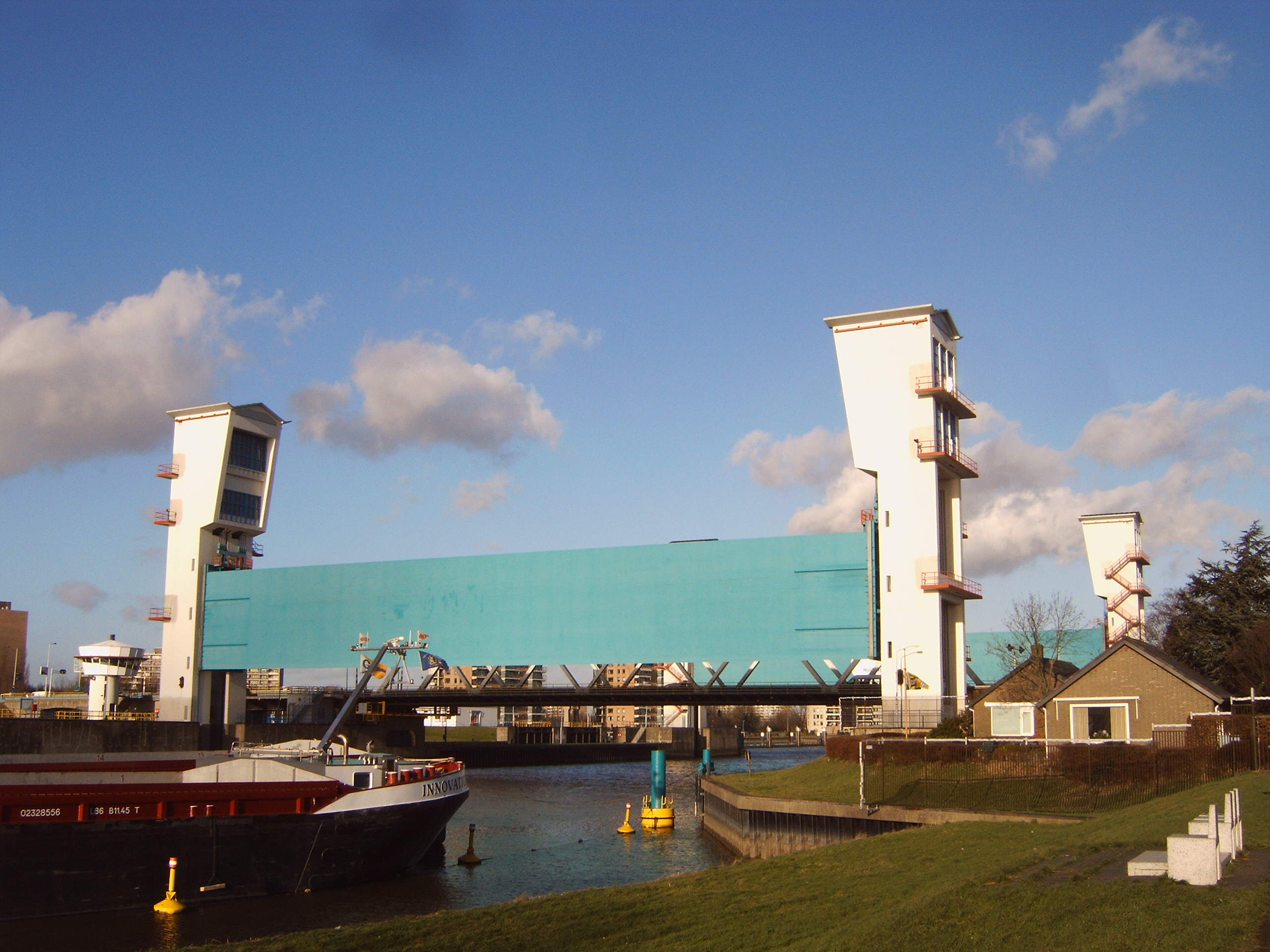
Stormvloedkering Hollandse IJssel

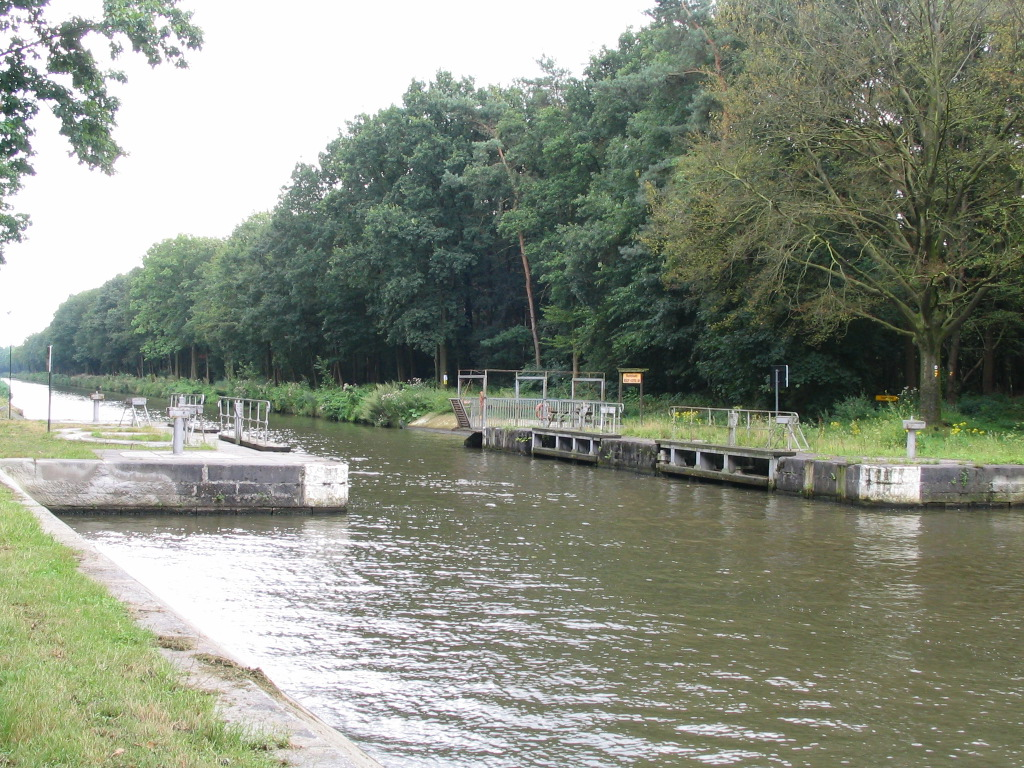
Keersluis te Ravels

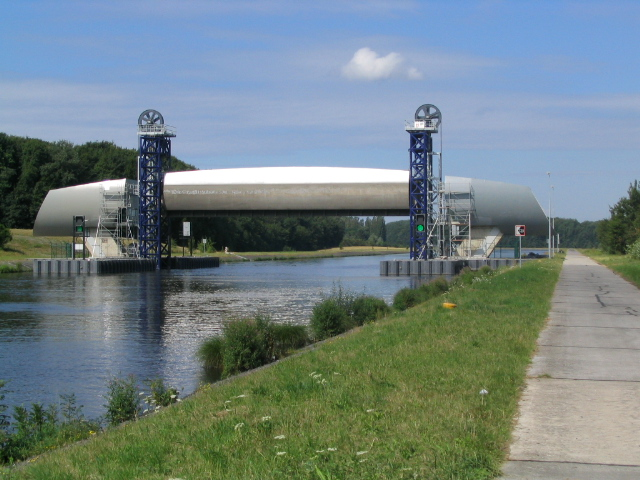
Porte de garde du Blanc Pain

Een keersluis of kering is een sluis die water keert, oftewel tegenhoudt.
Aangezien elke sluis water tegenhoudt, lijkt de naam een beetje dubbelop. Sluizen kunnen echter meerdere functies vervullen, en men spreekt van een keersluis als het voornaamste doel van de sluis het keren van hoogwater is. Een keersluis bevat vaak één of meerdere spuisluizen, om het water achter de keersluis te kunnen lozen op de zee of het meer.
Soms zijn de keersluizen aan twee zijden kerend en daarom uitgerust met een dubbel stel puntdeuren, als het keringsmiddel een stel puntdeuren is. Bij hoog water worden de deuren, die met de punt naar het hoog water staan gericht, gesloten en bij laag water, de andere puntdeuren die naar het lage water wijzen. Als de deuren gesloten staan, is geen doorgaand scheepvaartverkeer mogelijk. Bij sommige keringen is daarom een schutsluis naast de keersluis gebouwd (bijv. bij de Stormvloedkering Hollandse IJssel). Moderne keersluizen in Nederland zijn vrijwel altijd met een hefdeur uitgevoerd.
Keersluizen worden ook gebruikt om een kanaalpand te beveiligen tegen leegloop. In die functie treft men ze aan voor belangrijke waterbouwkundige kunstwerken. Op lange kanalen met weinig verval treft men ze soms aan om het kanaal onder te verdelen in panden. Dit kan van belang zijn: bij het onderhoud van het kanaal, om de totale leegloop van een kanaal te vermijden in geval van een dijkbreuk, of om de schade aan de omgeving te beperken.
De Franse benaming porte de garde (bewakingspoort) duidt beter aan dat er niet noodzakelijk een schutsluisfunctie aanwezig hoeft te zijn.

## Keersluizen in Nederland
- Stormvloedkering Hollandse IJssel
- Maeslantkering
- Hartelkering
- Haringvlietdam
- Kromme Nolkering
- Balgstuw bij Ramspol
- Kadoelerkeersluis bij de buurtschap Kadoelen in Flevoland
- Onder de Achterhavenbrug tussen de Achterhaven en de Coolhaven in Rotterdam
- Prinses Marijkesluizen
- Keersluis Heumen
- Keersluis Haven van Cuijk
- Keersluis Zierikzee
- Keersluis Vlissingen
- Keersluis Limmel
- Keersluis Nieuwe Diep en Keersluis De Diemen langs het Amsterdam-Rijnkanaal
- Keersluis Scheepsdiep (oude Maasje bij Raamsdonk)
- Keersluizen in de Afsluitdijk
  - Bij de Stevinsluizen te Den Oever (in aanbouw)
  - Bij de Lorentzsluizen te Kornwerderzand (in aanbouw)

## Keersluizen in België
- De keersluizen op het Kanaal Dessel-Turnhout-Schoten;
- De keersluis met stuw te Beernem op het Kanaal Gent-Brugge;
- De keersluis (Frans: Porte de garde) te Blaton op het Kanaal Nimy-Blaton-Péronnes;
- De keersluis (Frans: Porte de garde) te Feluy om het bovenpand van het Kanaal Charleroi-Brussel tegen leegloop te beschermen in geval van problemen aan het Hellend vlak van Ronquières;
- De Porte de garde du Blanc-Pain voor het aquaduct van Sart te Houdeng-Aimeries op het 1350 ton Centrumkanaal naar de Scheepslift van Strépy-Thieu;
- De keersluis (Frans: Porte de garde) in het bovenpand voor scheepslift nº1 van het 350 ton Centrumkanaal te Houdeng-Goegnies, La Louvière. Op het kanaal waren er nog een drietal andere keersluizen, dit ter hoogte van de bruggen: Pont du Croquet, Pont fixe de la chaussée de Bois-du-Luc Houdeng-Aimeries en Pont levis de Thieu.